# Kódování Cork
Kódování Cork (označované také jako T1 nebo EC) je kódování znaků používané pro fonty v některých implementacích sázecího programu TeX. Je pojmenované po městě Cork v Irsku, v němž se v roce 1990 konala konference TeX Users Group (TUG), která toto kódování pro LaTeX zavedla. Obsahuje 256 znaků, které podporují většinu evropských jazyků používajících latinku.

## Detaily
V osmibitových implementacích TeXu musí kódování fontů odpovídat kódování použitému pro vzory dělení slov, které nejčastěji používá právě kódování Cork. V LaTeXu lze na kódování Cork přepnout pomocí \usepackage[T1]{fontenc}, zatímco v ConTeXtu MkII je Cork implicitním kódováním. Moderní implementace, jako je například XeTeX a LuaTeX, mají plnou podporu Unicode, takže lze osmibitová kódování považovat za zastaralá.

## Struktura kódové stránky
|    | _0           | _1         | _2         | _3         | _4         | _5         | _6         | _7           | _8         | _9         | _A         | _B         | _C          | _D         | _E         | _F}          |
| 0_ | ` 0060 0     | ´ 00B4 1   | ˆ 02C6 2   | ˜ 02DC 3   | ¨ 00A8 4   | ˝ 02DD 5   | ˚ 02DA 6   | ˇ 02C7 7     | ˘ 02D8 8   | ¯ 00AF 9   | ˙ 02D9 10  | ¸ 00B8 11  | ˛ 02DB 12   | ‚ 201A 13  | ‹ 2039 14  | › 203A 15    |
| 1_ | “ 201C 16    | ” 201D 17  | „ 201E 18  | « 00AB 19  | » 00BB 20  | – 2013 21  | — 2014 22  | ZWSP 200B 23 | ‰ 2030 24  | ı 0131 25  | ȷ 0237 26  | ﬀ FB00 27  | ﬁ FB01 28   | ﬂ FB02 29  | ﬃ FB03 30  | ﬄ FB04 31    |
| 2_ | ␣ 2423 32    | ! 0021 33  | " 0022 34  | # 0023 35  | $ 0024 36  | % 0025 37  | & 0026 38  | ’ 2019 39    | ( 0028 40  | ) 0029 41  | * 002A 42  | + 002B 43  | , 002C 44   | - 002D 45  | . 002E 46  | / 002F 47    |
| 3_ | 0 0030 48    | 1 0031 49  | 2 0032 50  | 3 0033 51  | 4 0034 52  | 5 0035 53  | 6 0036 54  | 7 0037 55    | 8 0038 56  | 9 0039 57  | : 003A 58  | ; 003B 59  | < 003C 60   | = 003D 61  | > 003E 62  | ? 003F 63    |
| 4_ | @ 0040 64    | A 0041 65  | B 0042 66  | C 0043 67  | D 0044 68  | E 0045 69  | F 0046 70  | G 0047 71    | H 0048 72  | I 0049 73  | J 004A 74  | K 004B 75  | L 004C 76   | M 004D 77  | N 004E 78  | O 004F 79    |
| 5_ | P 0050 80    | Q 0051 81  | R 0052 82  | S 0053 83  | T 0054 84  | U 0055 85  | V 0056 86  | W 0057 87    | X 0058 88  | Y 0059 89  | Z 005A 90  | [ 005B 91  | \ 005C 92   | ] 005D 93  | ^ 005E 94  | _ 005F 95    |
| 6_ | ‘ 2018 96    | a 0061 97  | b 0062 98  | c 0063 99  | d 0064 100 | e 0065 101 | f 0066 102 | g 0067 103   | h 0068 104 | i 0069 105 | j 006A 106 | k 006B 107 | l 006C 108  | m 006D 109 | n 006E 110 | o 006F 111   |
| 7_ | p 0070 112   | q 0071 113 | r 0072 114 | s 0073 115 | t 0074 116 | u 0075 117 | v 0076 118 | w 0077 119   | x 0078 120 | y 0079 121 | z 007A 122 | { 007B 123 | \| 007C 124 | } 007D 125 | ~ 007E 126 | SHY 00AD 127 |
| 8_ | Ă 0102 128   | Ą 0104 129 | Ć 0106 130 | Č 010C 131 | Ď 010E 132 | Ě 011A 133 | Ę 0118 134 | Ğ 011E 135   | Ĺ 0139 136 | Ľ 013D 137 | Ł 0141 138 | Ń 0143 139 | Ň 0147 140  | Ŋ 014A 141 | Ő 0150 142 | Ŕ 0154 143   |
| 9_ | Ř 0158 144   | Ś 015A 145 | Š 0160 146 | Ş 015E 147 | Ť 0164 148 | Ţ 0162 149 | Ű 0170 150 | Ů 016E 151   | Ÿ 0178 152 | Ź 0179 153 | Ž 017D 154 | Ż 017B 155 | Ĳ 0132 156  | İ 0130 157 | đ 0111 158 | § 00A7 159   |
| A_ | ă 0103 160   | ą 0105 161 | ć 0107 162 | č 010D 163 | ď 010F 164 | ě 011B 165 | ę 0119 166 | ğ 011F 167   | ĺ 013A 168 | ľ 013E 169 | ł 0142 170 | ń 0144 171 | ň 0148 172  | ŋ 014B 173 | ő 0151 174 | ŕ 0155 175   |
| B_ | ř 0159 176   | ś 015B 177 | š 0161 178 | ş 015F 179 | ť 0165 180 | ţ 0163 181 | ű 0171 182 | ů 016F 183   | ÿ 00FF 184 | ź 017A 185 | ž 017E 186 | ż 017C 187 | ĳ 0133 188  | ¡ 00A1 189 | ¿ 00BF 190 | £ 00A3 191   |
| C_ | À 00C0 192   | Á 00C1 193 | Â 00C2 194 | Ã 00C3 195 | Ä 00C4 196 | Å 00C5 197 | Æ 00C6 198 | Ç 00C7 199   | È 00C8 200 | É 00C9 201 | Ê 00CA 202 | Ë 00CB 203 | Ì 00CC 204  | Í 00CD 205 | Î 00CE 206 | Ï 00CF 207   |
| D_ | Ð/Đ 00D0 208 | Ñ 00D1 209 | Ò 00D2 210 | Ó 00D3 211 | Ô 00D4 212 | Õ 00D5 213 | Ö 00D6 214 | Œ 0152 215   | Ø 00D8 216 | Ù 00D9 217 | Ú 00DA 218 | Û 00DB 219 | Ü 00DC 220  | Ý 00DD 221 | Þ 00DE 222 | SS 1E9E 223  |
| E_ | à 00E0 224   | á 00E1 225 | â 00E2 226 | ã 00E3 227 | ä 00E4 228 | å 00E5 229 | æ 00E6 230 | ç 00E7 231   | è 00E8 232 | é 00E9 233 | ê 00EA 234 | ë 00EB 235 | ì 00EC 236  | í 00ED 237 | î 00EE 238 | ï 00EF 239   |
| F_ | ð 00F0 240   | ñ 00F1 241 | ò 00F2 242 | ó 00F3 243 | ô 00F4 244 | õ 00F5 245 | ö 00F6 246 | œ 0153 247   | ø 00F8 248 | ù 00F9 249 | ú 00FA 250 | û 00FB 251 | ü 00FC 252  | ý 00FD 253 | þ 00FE 254 | ß 00DF 255   |
|    | _0           | _1         | _2         | _3         | _4         | _5         | _6         | _7           | _8         | _9         | _A         | _B         | _C          | _D         | _E         | _F           |